# Yamaha MT-09
La Yamaha MT-09 (Yamaha FZ-09 in Nord America) è una moto di tipo naked con motore in linea da 847 cm³, un telaio in lega di alluminio e una forcella a steli rovesciati, prodotta dalla casa motociclistica giapponese Yamaha.

## Design e sviluppo
La MT-09 concorre contro la Triumph Street Triple, la Kawasaki Z800, la MV Agusta Brutale e la stessa FZ8 di Yamaha.
Il progettista della MT-09, Shun Miyazawa, ha dichiarato che Yamaha aveva considerato anche il bicilindrico e il quadricilindrico in linea, oppure il bicilindrico a V; ma il tricilindrico in linea ha dato la soluzione migliore di potenza, coppia e peso ridotto.

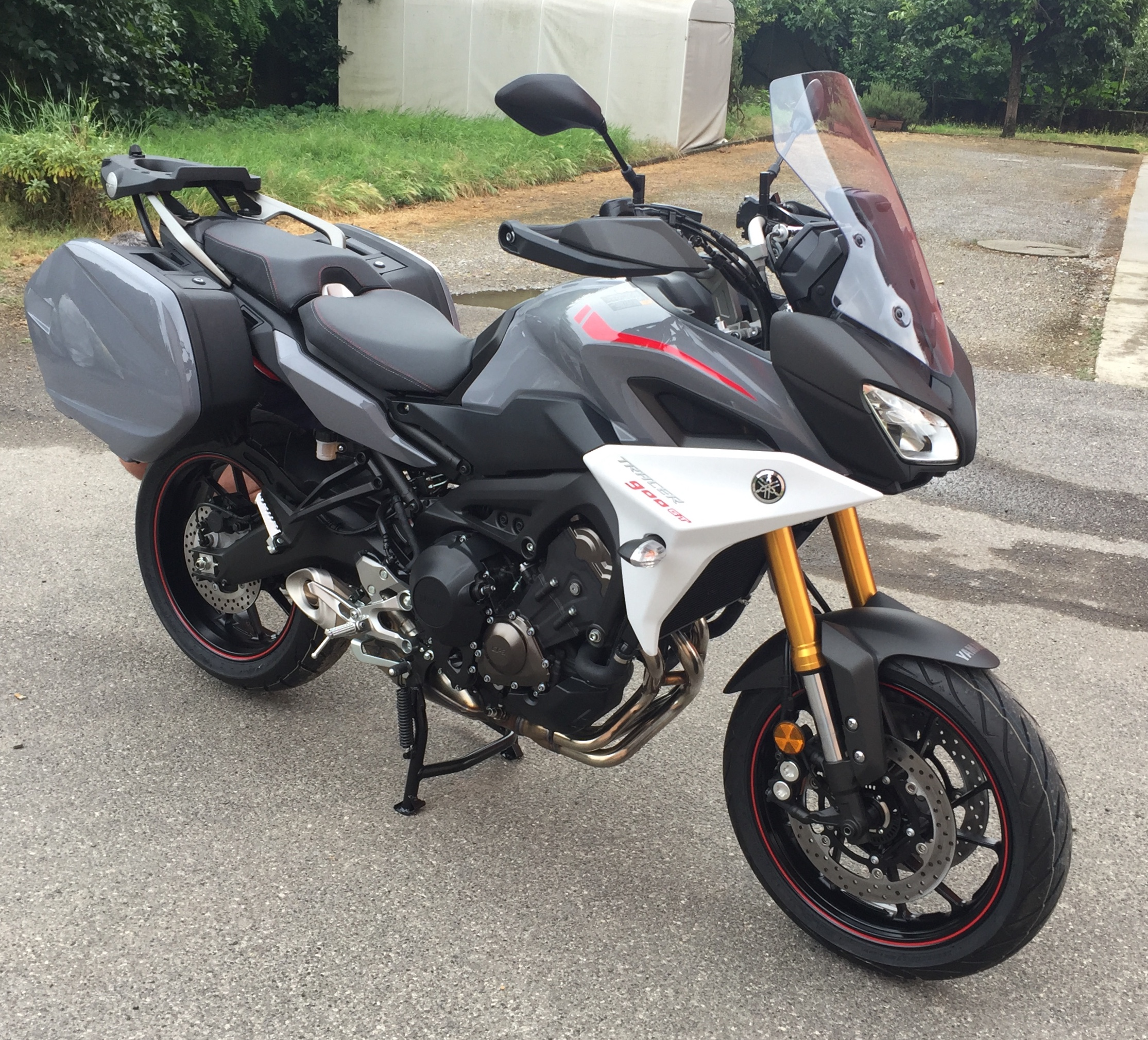
Yamaha Tracer 900 GT '19

Sia il telaio che il braccio oscillante a doppia faccia sono realizzati in lega leggera, realizzati in due pezzi. I getti del telaio sono imbullonati insieme alla testa ed alla parte posteriore, ma le parti del braccio oscillante sono saldate insieme.
La MT-09 è il primo modello tricilindrico Yamaha dalle Yamaha XS 750 e XS 850, due motociclette con trasmissione finale a cardano prodotte dal 1976 al 1981.
Nel 2015 Yamaha crea anche una versione denominata Tracer, un modello rivisitato in chiave crossover, dalle forti doti di versatilità e granturismo, che si rivela subito un gran successo.  
Questa versione subirà un restyling nel 2019 con l'introduzione di grafiche più moderne ed alcuni accorgimenti in chiave turistica come: cruise control regolazione delle sospensioni, migliore efficienza aerodinamica, strumentazione digitale e cambio elettro-assistito.
Nel 2016 Yamaha lancia una versione in stile neo Sport Heritage per la sua gamma "Faster Sons" denominata XSR 900 con la quale condivide meccanica, motore ed elettronica.
Per il 2017 Yamaha ha aggiornato la MT-09 con sospensioni completamente regolabili, controllo di trazione, ABS, frizione antisaltellamento, luci LED, cambio elettronico e nuovo stile.
Nel 2018 viene poi creata anche una versione più sportiva denominata Mt-09 SP con sospensioni dedicate, strumentazione aggiornata e grafica più aggressiva.
La versione 2021 è equipaggiata con motore 889 cc CP3 a 3 cilindri con tecnologia crossplane da 119 CV a 10.000 giri/min, telaio Deltabox leggero in alluminio pressofuso CF die-cast e sistemi di assistenza alla guida come il TCS, che contribuisce a ottimizzare la forza motrice della ruota posteriore durante l’accelerazione, ed il sistema SCS che regola la potenza quando si prevede uno slittamento laterale della ruota posteriore.